# スタンリー・コーエン (生化学者)
スタンリー・コーエン （Stanley Cohen、1922年11月17日 - 2020年2月5日）は、アメリカ合衆国の生化学者。ノーベル生理学・医学賞受賞者。

## 生涯
ニューヨーク・ブルックリン区にて、20世紀初頭にアメリカへ移住したロシア系ユダヤ人移民夫婦の子として生まれた。ニューヨーク市立大学ブルックリン校にて化学と動物学の両方を専攻し、1943年に学士号を受けた。家庭は裕福でなく、経済的に子供に高等教育を受けさせる余裕はなかったが、ニューヨーク市の公立大学であり、授業料は無料であったため大学教育を受けることができた。収入を得るために乳製品工場で細菌学者として働いた後、1945年にオベリン大学から動物学の修士号を受け、1948年にミシガン大学より生化学の博士号を得た。
1986年にリータ・レーヴィ＝モンタルチーニと共にノーベル生理学・医学賞を受賞した。長年ヴァンダービルト大学医学部で研究を続けている。

## 受賞歴
- ローゼンスティール賞（1981年、ブランダイス大学）
- ルイザ・グロス・ホロウィッツ賞（1983年、コロンビア大学）
- ガードナー国際賞（1985年）
- アルバート・ラスカー基礎医学研究賞（1986年）
- ノーベル生理学・医学賞（1986年）
- アメリカ国家科学賞（1986年）
- フレッド・コンラッド・コッホ賞（1986年）
- フランクリン・メダル（1987年）